# Château de Querroig
Le château de Querroig, ou tour de Querroig (en catalan : castell de Querroig et torre de Querroig) est un ensemble de fortifications médiévales en ruines situées sur un pic de l'Est des Pyrénées, sur la frontière entre l'Espagne et la France.

## Le site
Le château de Querroig est situé sur un pic marquant la limite entre les communes de Cerbère, Banyuls-sur-Mer (département français des Pyrénées-Orientales) et Portbou, en Catalogne espagnole.

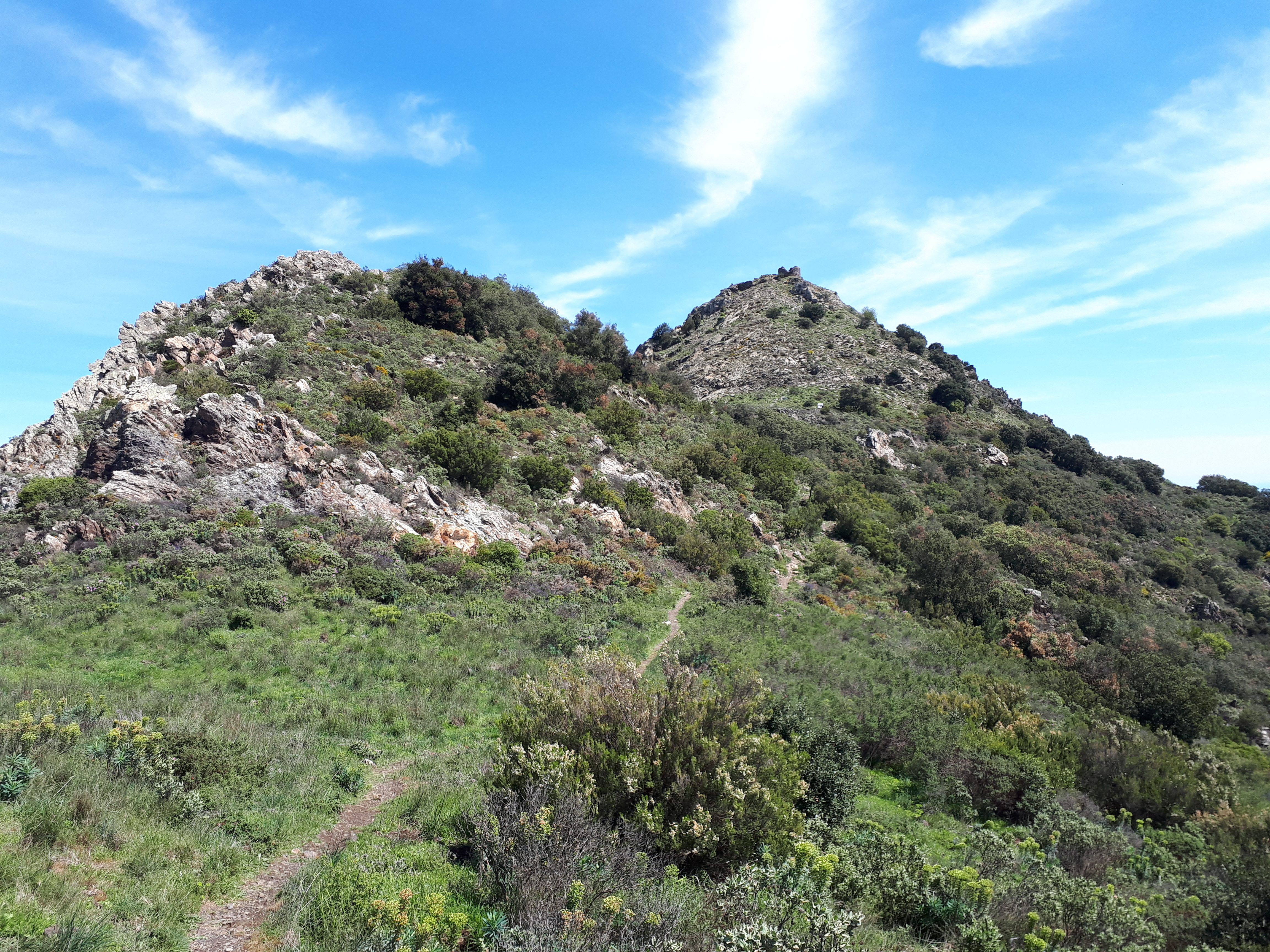
La tour de Querroig sur son sommet, vue du sud-ouest.

## Historique
Le lieu est mentionné en 981 sous la forme Cario rubio, puis en 1385, le castrum (château) de Carroig.
La partie française du château et du terrain attenants sont inscrits monument historique le 21 décembre 2016.

## Architecture
L'ensemble est en ruines. Au centre se tient la base d'une tour à signaux ronde.

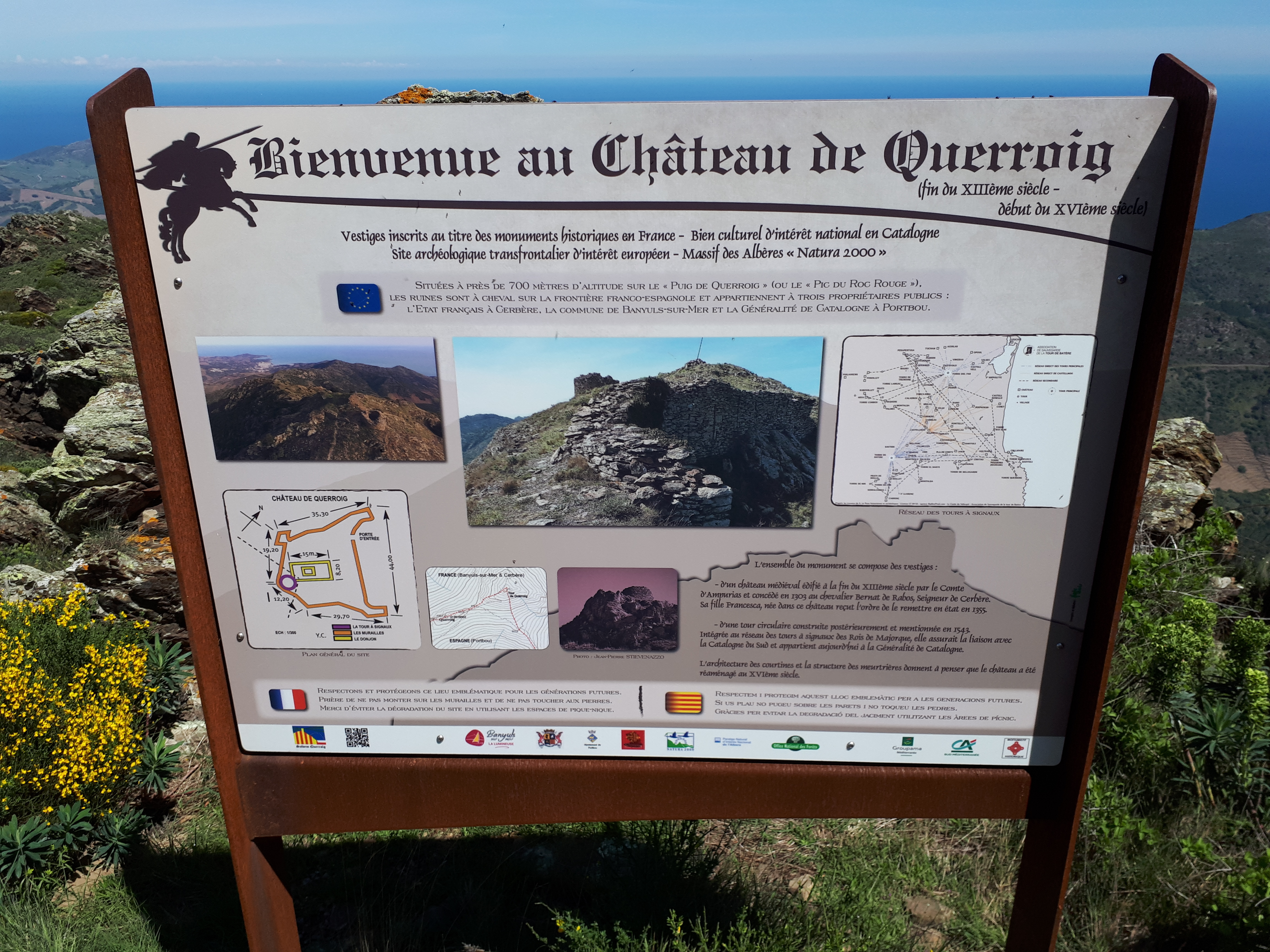
Château de Querroig : pancarte explicative sur place.